# LonWorks
El estándar LONWork se basa en el esquema propuesto por LON(Local Operating Network). Este consiste en un conjunto de dispositivos inteligentes, o nodos, que se conectan mediante uno o más medios físicos y que se comunican utilizando un protocolo común. Por inteligente se entiende que cada nodo es autónomo y proactivo, de forma que puede ser programado para enviar mensajes a cualquier otro nodo como resultado de cumplirse ciertas condiciones, o llevar a cabo ciertas acciones en respuesta a los mensajes recibidos.
Un nodo LON se puede ver como un objeto que responde a varias entradas y que produce unas salidas. El funcionamiento completo de la red surge de las distintas interconexiones entre cada uno de los nodos. Mientras que la función desarrollada por uno de los nodos puede ser muy simple, la interacción entre todos puede dar lugar a implementar aplicaciones complejas. Uno de los beneficios inmediatos de LON es que un pequeño número de nodos pueden realizar un gran número de distintas funciones dependiendo de cómo estén interconectados.
LonWorks utiliza para el intercambio de información (ya sea de control o de estado) el protocolo LonTalk. Este tiene que ser soportado por todos los nodos de la red. El protocolo Lontalk cumple con el estándar ISO/OSI de 7 capas (igual que TCP/IP), lo que permite direccionamiento, control de colisiones, enrutamiento, encriptación, etc.
Toda la información del protocolo está disponible para cualquier fabricante.
En la capa física, existen varios modelos de procesadores que implementan la comunicación en protocolo Lontalk. Son los llamados NEURON CHIP. Los modelos disponibles van desde el FT3120 al FT6000, pasando por el FT3150 y el FT5000.
Para la gestión de redes basadas en la tecnología LonWorks disponemos de varias herramientas software que permiten comisionar, configurar los enlaces y verificar la comunicación en una red Lonworks: LonMaker y NL220, la primera del fabricante Echelon y la segunda del fabricante Newron System.
- Datos: Q1774184